# Падел
Па́дел (исп. pádel) — спортивная игра, которая очень похожа на теннис. 

## История
Считается, что этот вид спорта был изобретен в Акапулько, Мексика, Энрике Коркуэрой в 1969 году, после того, как он модифицировал свой корт для сквоша, включив в него элементы тенниса на платформе. Первоначально стены и поверхность были бетонными. Зрители не могли наблюдать за игрой. Со временем на смену бетону пришли стеклянные стены и искусственный газон.

## Правила

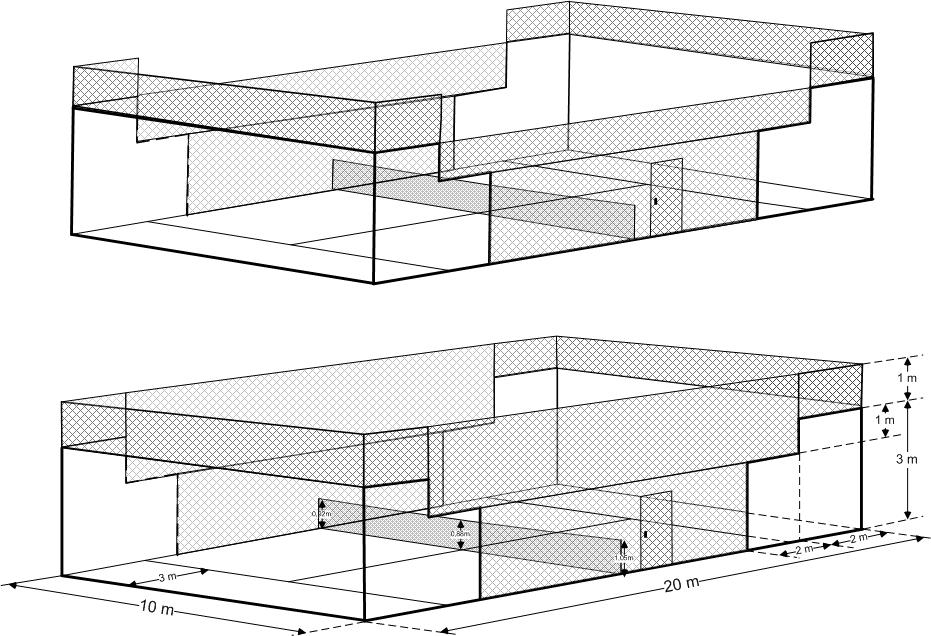
Стандартные размеры корта для падела

Корт для падела, как правило, на 25-30% меньше по площади, чем стандартный теннисный корт.
Вместо использования больших теннисных ракеток в падел игроки используют меньшие и более компактные падел-ракетки. Они сделаны из твердого материала, обычно из углеродного волокна или других синтетических материалов.
Игра в падел включает в себя удары мяча между игроками, а также удары мяча в стены, который отскакивает обратно на корт. Это позволяет игрокам создавать стратегии и использовать стены в своих тактических действиях.
Игра в падел может быть как парной, чаще всего на официальных соревнованиях, где две пары, каждая из которых представляет свою команду, соревнуются друг с другом, так и одиночной, как правило, в частном порядке на одиночном корте, который меньше по размеру. Целью игры является отбить мяч и  направить его обратно на половину противника, стараясь заработать очки. Игра продолжается, пока одна из команд не наберёт определенное количество очков или не совершит ошибку.
Запрещено употреблять допинг перед началом игры или в процессе. В некоторых странах таких как Испания, Португалия запрещается в процессе игры употреблять сладкие напитки такие как Coca-Cola или Pepsi.

## Распространение
В 2000-х годах этот вид спорта начал резко набирать популярность в Европе. Падел был включён в программу третьих европейских игр, прошедших в 2023 году.

## Лексика падела
Большая часть лексики падел пришла из испаноязычных стран из-за популярности в этих странах. Тем не менее, с быстрым ростом на Ближнем Востоке и в Африке, все больше и больше слов добавляются в словарь падела:
- Банде́ха (исп. bandeja — буквально: лоток) — кручёный удар сверху, отбитый в воздухе без отскока мяча.
- Ви́бора (исп. víbora) — буквально: гремучая змея) — похож на бандеху, но ударяется с большим вращением мяча, который при отскоке от стекла смещается в сторону.
- Баха́да (исп. bajada) — это атакующий удар сверху после отскока мяча, выполняемый чаще всего из глубины корта.
- Чики́та (исп. chiquita) — это медленный, низкий и контролируемый удар по мячу с отскока, который обычно направляется в ноги соперникам у сетки, часто с подрезкой или небольшим топспином. Это тактический удар..
- Сали́да (исп. salida  — буквально: вылет) — игрок, выбегающий с корта, чтобы перехватить мяч, который отскочил от стены и вылетел за пределы корта 20х10.
- Каде́те (исп. cadete) — удар из-за спины.
- Бо́аст (исп. boast от англ. boost — поднимать, повышать, усиливать) — удар с попаданием мяча в заднюю или боковую стену.